# Wikisource
Wikisource es un proyecto hermano de Wikipedia cuyo objetivo es crear una biblioteca de textos originales y libros que hayan sido publicados con una licencia GFDL, Creative Commons o que sean de dominio público; junto con su traducción en distintas lenguas. Este sitio forma parte de la fundación Wikimedia. Forman parte de Wikisource distintos libros publicados, así como documentos históricos, ensayos, etc. Su página de inicio presenta una clasificación general por países, géneros y épocas, entre otras opciones.

## Información general sobre Wikisource

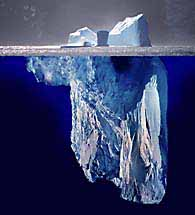
Logotipo original de Wikisource.

### Historia
El proyecto se llamó originalmente Project Sourceberg, y se inició oficialmente el 24 de noviembre de 2003 (http://sources.wikipedia.org); el nombre del proyecto cambió a Wikisource el 6 de diciembre de 2003, y su ubicación actual es http://wikisource.org desde el 23 de julio de 2004. Una versión en hebreo de Wikisource (he.wikisource.org) se creó en agosto de 2004, y así se convirtió en el primer subdominio independiente.
Para el 4 de enero de 2004, Wikisource tenía cien usuarios registrados. Cerca de julio de 2004 el número de artículos sobrepasaba los 2400, con más de  quinientos usuarios registrados.
El 30 de abril de 2005, el proyecto contaba con 2667 usuarios registrados (incluidos dieciocho administradores) y aproximadamente 19 000 artículos.
Una votación del 12 de mayo de 2005 apoyó el empleo de subdominios separados para las diferentes lenguas. Un grupo inicial de catorce subdominios de lenguas, incluida la española, fue puesto en marcha por Brion Vibber el 23 de agosto de 2005.

### Principales datos
A fecha de agosto de 2009 se edita en cincuenta y cinco lenguas, aparte del dominio genérico multilingüe www.wikisource.org, que alberga textos en otras lenguas menores o por clasificar. 
Aproximadamente el 50 % de los proyectos superan los dos mil quinientos artículos y el 25 % los diez mil. La totalidad de las Wikisource actualmente en marcha se corresponde con idiomas nativos europeos (sin contar el salto africano, americano y oceánico del español, el francés, el inglés, el portugués, etc) y asiáticos (sin contar el salto africano del árabe, etc) y algunos dialectos de los mismos.

### Wikisource en español
Iniciada en 2005, algunas fechas significativas de la edición de Wikisource en español son las siguientes:
- Marzo de 2006: se alcanzaron las 10 000 páginas;
- Agosto de 2006: se alcanzaron las 15 000 páginas;
- Marzo de 2007: se alcanzaron las  20 000 páginas;
- Enero de 2008: se alcanzaron las  30 000 páginas;
- Julio de 2008: se alcanzaron las  35 000 páginas;
- Noviembre de 2008: se alcanzaron las  40 000 páginas;
- Enero de 2010: se alcanzaron las 45 000 páginas.

La Wikisource en español se ha mantenido durante la mayor parte de su historia en las posiciones altas de las tablas por número de artículos, siendo durante mucho tiempo la tercera, por detrás de la edición en inglés y la edición en francés, llegando a estar a tan solo 2000 artículos de esta última a finales de junio de 2006. En diciembre de 2008 fue superada por la edición en chino, pasando a la cuarta posición. Con posterioridad, a principios de 2009, sería superada también por la edición en portugués, y a lo largo del mismo año, por la edición en ruso, quedando así en la sexta posición. En 2015 se encuentra en novena posición.

### Por incluir
La siguiente es una lista parcial de temas que se pueden incluir:
1. Textos originales, previamente publicados por algún autor.
2. Textos de documentos históricos de interés nacional o internacional.
3. Traducciones de textos originales.
4. Tablas con información matemática y fórmulas.
5. Bibliografías de autores que figuran en Wikisource.

### Por excluir
La siguiente es una lista parcial de temas que se tienen que excluir:
1. Cualquier texto cuya publicación infrinja las leyes de copyright.
2. Escritos originales pertenecientes a usuarios de los proyectos Wikimedia.

### Las diez mayores Wikisource
De las cincuenta y cinco Wikisource independientes actualmente existentes, las diez con más artículos válidos a fecha de febrero de 2010 y 6 de octubre de 2015 son las siguientes:
| 2010 1. Inglés: (139 932) 2. Chino: (99 755) 3. Portugués: (84 354) 4. Ruso: (81.152) 5. Francés: (53 242) 6. Español: (45 981) 7. Alemán: (43 964) 8. Hebreo: (30 982) 9. Italiano: (29 972) 10. Árabe: (20 075) | 2015 1. Francés: (1 209 000) 2. Inglés: (765 000) 3. Alemán: (349 000) 4. Ruso: (293 000) 5. Hebreo: (141.000) 6. Chino: (121 000) 7. Polaco: (113 000) 8. Italiano: (106 000) 9. Español: (102 000) 10. Árabe: (78 000) |